# 尚陶·拉约什
尚陶·拉约什（匈牙利語：Sántha Lajos，1915年7月13日—1992年6月21日），匈牙利男子竞技体操运动员。他曾获得1948年夏季奥运会体操比赛男子团体全能铜牌。他也参加了1952年夏季奥运会。